# The Morgan Stanley Building

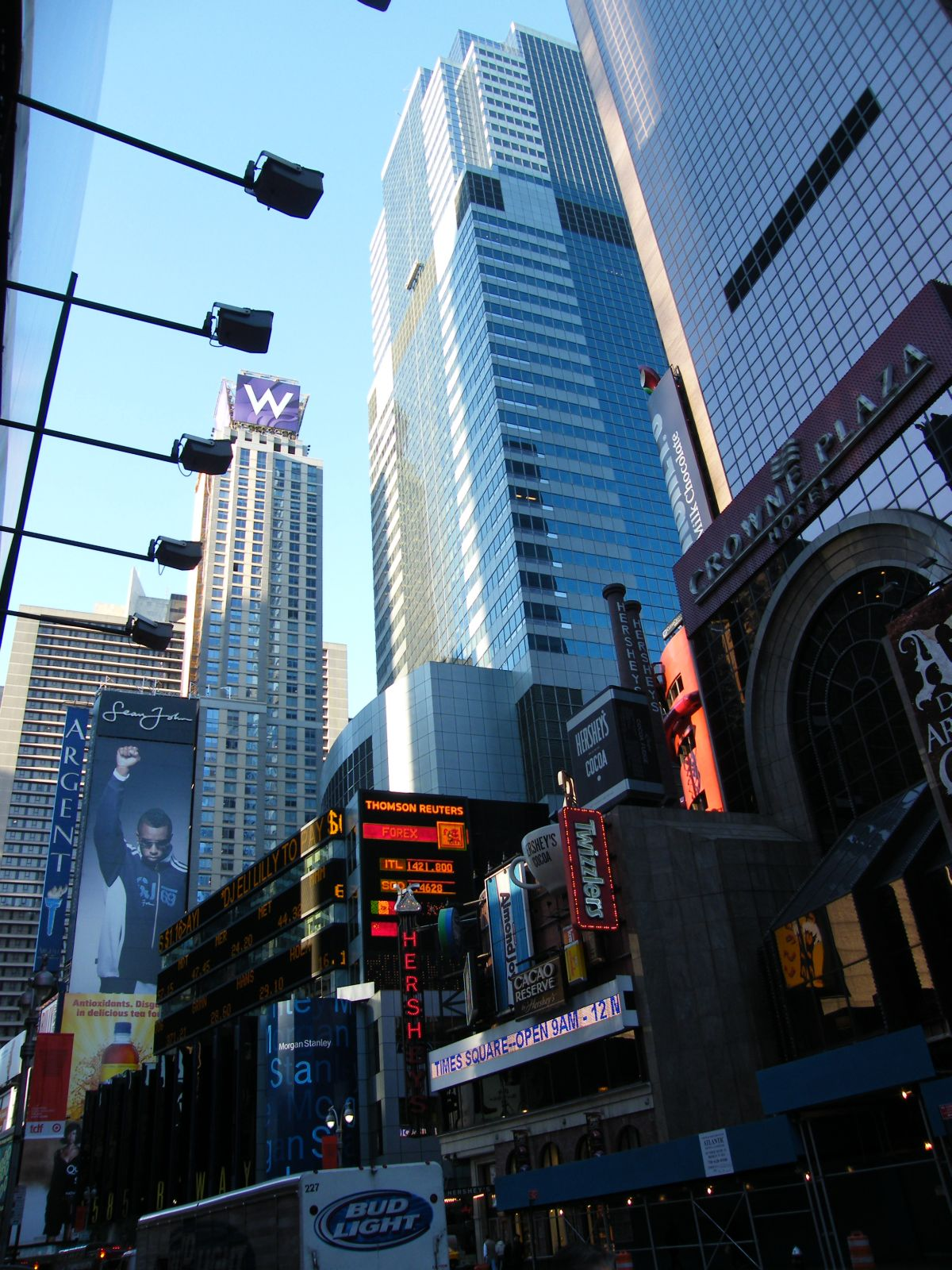
The Morgan Stanley Building

The Morgan Stanley Building, aussi connu sous le nom de 1585 Broadway, est un gratte-ciel situé sur Broadway à New York. 
Le bâtiment de 209 mètres de haut abrite les quartiers généraux de Morgan Stanley, dans Midtown Manhattan. Le bâtiment a été construit de 1989 à 1990.
Ce gratte-ciel renommé mondialement attire chaque année beaucoup de touristes du monde entier. Il est considéré comme une référence dans le monde de l'immobilier et de l'architecture.